# Бойко, Якуб
Я́куб Бо́йко (пол. Jakub Bojko) , 7.07.1857 г., Грембошув, Австро-Венгрия — 7.04.1943 г., там же) — польский общественный деятель, публицист и писатель, один из пионеров галицийского народного движения, соучредитель Польской крестьянской партии Галиции.

## Биография
Якуб Бойко родился 7 июля 1857 года в крестьянской семье. Работая в крестьянском хозяйстве, занимался самообразованием, после чего стал учителем в сельской школе. Занимался литературной деятельностью, публикуя свои стихотворения и новеллы в журналах «Chata», «Wieniec», «Pszczółka» и «Przyjaciel Ludu». 
В 1895 году Якуб Бойко был делегатом Галицийского сейма во Львове и в 1897 году – депутатом австрийского парламента. С 1913 по 1918 год Якуб Бойко был Президентом партии «Пяст». С 1919 по 1922 год был вице-спикером Учредительного собрания. В 1928 году вышел из партии «Пяст» и вступил в Беспартийный блок сотрудничества с правительством. 
В 1935 году Якуб Бойко перестал заниматься политической деятельностью. Скончался 7 апреля 1943 года в родной деревне Грембошув.

## Сочинения
- Dwie dusze (1904);
- Pisma i mowy;
- Ze wspomnień;
- Okruszyny z Gremboszowa (1911).

## Источник
- Bogusław Kasperek, Jakub Bojko 1857-1943, Wyd. UMCS, Lublin 1996